# Glyphostoma
Glyphostoma is een geslacht van weekdieren uit de klasse van de Gastropoda (slakken).

## Soorten
- Glyphostoma alliteratum Hedley, 1915
- Glyphostoma bayeri Olsson, 1971
- Glyphostoma bertiniana (Tapparone Canefri, 1878)
- Glyphostoma candida (Hinds, 1843)
- Glyphostoma canfieldi (Dall, 1871)
- Glyphostoma cara (Thiele, 1925)
- Glyphostoma claudoni (Dautzenberg, 1900)
- Glyphostoma coronaseminale Garcia, 2015
- Glyphostoma dedonderi Goethaels & D. Monsecour, 2008
- Glyphostoma dentiferum Gabb, 1873
- Glyphostoma elsae Bartsch, 1934
- Glyphostoma epicasta Bartsch, 1934
- Glyphostoma gabbii (Dall, 1889)
- Glyphostoma golfoyaquense Maury, 1917
- Glyphostoma granulifera (Schepman, 1913)
- Glyphostoma gratula (Dall, 1881)
- Glyphostoma hervieri Dautzenberg, 1932
- Glyphostoma immaculata Dall, 1908
- Glyphostoma kihikihi Kay, 1979
- Glyphostoma leucum (Bush, 1893)
- Glyphostoma lyuhrurngae Lai, 2005
- Glyphostoma maldivica Sysoev, 1996
- Glyphostoma montrouzieri (Souverbie, 1860)
- Glyphostoma myrae Shasky, 1971
- Glyphostoma neglecta (Hinds, 1843)
- Glyphostoma oliverai Kilburn & Lan, 2004
- Glyphostoma otohimeae Kosuge, 1981
- Glyphostoma partefilosa Dall, 1919
- Glyphostoma phalera (Dall, 1889)
- Glyphostoma pilsbryi Schwengel, 1940
- Glyphostoma polynesiensis (Reeve, 1845)
- Glyphostoma pustulosa McLean & Poorman, 1971
- Glyphostoma rostrata Sysoev & Bouchet, 2001
- Glyphostoma scobina McLean & Poorman, 1971
- Glyphostoma supraplicata Sysoev, 1996
- Glyphostoma thalassoma Dall, 1908
- Glyphostoma turtoni (E. A. Smith, 1890)